# Bernhard Felderer
Bernhard Felderer (* 21. März 1941 in Klagenfurt) ist ein österreichischer Wirtschaftsforscher und Nationalökonom.

## Leben
Bernhard Felderer, Sohn eines Handwerkers,  studierte an der Universität Wien von 1959 bis 1964 zunächst Rechtswissenschaften, dann Volkswirtschaftslehre und von 1964 bis 1966 an der Universität Paris Wirtschaftswissenschaften. In den Folgejahren war er Forschungsassistent an der Princeton University beim österreichisch-amerikanischen Nationalökonomen Fritz Machlup und Gastprofessor an der University of North Carolina in Chapel Hill bis 1968. Von 1968 bis 1974 war er Assistent an der Universität Karlsruhe, wo er sich auch habilitierte. Ein Semester führte er Forschungs- und Lehrtätigkeiten auch in der UdSSR durch. Er war von 1974 bis 1991 Professor für Volkswirtschaftslehre an der Universität zu Köln, danach, von 1991 bis 1995, war er Professor an der Ruhr-Universität Bochum, von 1995 bis 2005 war er wieder Professor an der Universität zu Köln. Von 1991 bis 2012 war er Direktor des Instituts für Höhere Studien in Wien.
Neben diesen Funktionen führt er internationale Beratungstätigkeiten für Regierungen, Ministerien in Österreich, aber auch in Deutschland durch.
Er war Mitglied des Generalrates der Oesterreichischen Nationalbank und seit 2006 Mitglied, in der Folge Präsident des österreichischen Staatsschuldenausschusses. Bernhard Felderer ist seit April 2013 Senior Fellow am Economica Institut für Wirtschaftsforschung in Wien sowie seit November 2013 Präsident des österreichischen Fiskalrates. Im September 2018 gab er – ein Jahr vor Ende seines sechsjährigen Mandats – den Rücktritt als Präsident des Fiskalrates bekannt. In dieser Funktion soll ihm mit 1. November 2018 Gottfried Haber nachfolgen.

## Auszeichnungen
- 2003: Großes Goldenes Ehrenzeichen für Verdienste um die Republik Österreich[5]

## Schriften (Auszug)
- Makroökonomik und Neue Makroökonomik (mit Stefan Homburg), 9. Aufl. Berlin 2005
- Wirtschaftliche Entwicklung bei schrumpfender Bevölkerung, Springer Verlag, 1983
- Bevölkerung und Wirtschaftsentwicklung (mit M. Sauga), Frankfurt, 1988
- Public Pension Economics, Wien, 1993
- Forschungsfinanzierung in Europa (mit D. Campbell), Wien 1994